# Universiade d'hiver de 1966
Navigation
Édition précédente Édition suivante
La 4e édition de l'Universiade d'hiver, compétition internationale universitaire multi-sports, s’est déroulée du 5 au 13 février 1966 à Sestrières, en Italie. Au total, 434 athlètes issus de 29 nations ont pris part aux différentes épreuves réparties dans 6 sports.

## Tableau des médailles
| Rang | Pays                 | Médaille d'or | Médaille d'argent | Médaille de bronze | Total |
| 1    | Union soviétique     | 5             | 4                 | 3                  | 12    |
| 2    | France               | 5             | 2                 | 1                  | 8     |
| 3    | Japon                | 3             | 2                 | 2                  | 7     |
| 4    | Suisse               | 2             | 2                 | 2                  | 6     |
| 5    | Bulgarie             | 2             | 0                 | 0                  | 2     |
| 6    | Pologne              | 1             | 4                 | 3                  | 8     |
| 7    | Hongrie              | 1             | 0                 | 0                  | 1     |
| 8    | États-Unis           | 0             | 2                 | 1                  | 3     |
| 9    | Tchécoslovaquie      | 0             | 1                 | 4                  | 5     |
| 10   | Autriche             | 0             | 1                 | 1                  | 2     |
| 11   | Roumanie             | 0             | 1                 | 0                  | 1     |
| 12   | Italie               | 0             | 0                 | 1                  | 1     |
| 12   | Allemagne de l'Ouest | 0             | 0                 | 1                  | 1     |